# 2015年哲學
2015年哲學事件 

## 著作
- 诺姆·乔姆斯基 《我們是什麼種類的生物？》（What Kind of Creatures Are We?） [1]
- 米歇尔·福柯 《關於自我解釋學的開始：1980年達特茅斯學院講座》（About the Beginning of the Hermeneutics of the Self: Lectures at Dartmouth College, 1980）[2]
- 韓炳哲（韓語：한병철） - 《倦怠社會》（The Burnout Society）[3]
- 韓炳哲（韓語：한병철） - 《透明度社會》（The Transparency Society）[4]
- 邁克爾·謝爾默（英语：Michael Shermer） - 《道德之弧（英语：The Moral Arc）：科學與理性如何帶領人類走向真理、公平與自由》[5][6]

## 死亡
- 2月1日 – 歐文·辛格（英语：Irving Singer），美國哲學教授與作家，1925年出生，89歲。[7]
- 3月1日 – 格奧爾格·克里澤爾（英语：Georg Kreisel），奧地利邏輯學家和數學家，1923年出生，91歲。
- 5月27日 – 邁克爾·馬丁（英语：Michael Martin (philosopher)），美國哲學家和教授，1932年出生，83歲，死於意外。[8]
- 8月8日  – 阿布納·希莫尼（英语：Abner Shimony），美國物理學家和哲學家，1923年出生，87歲。[9]
- 8月12日 – 雅各·辛提卡，芬蘭哲學家與邏輯學家，為公式化認識邏輯的發明人，1929年出生，86歲。
- 12月13日 – 本尼迪克特·安德森，社會歷史學家、文化評論家、亞洲研究學者，著有想像的共同體。1936年出生，79歲，死於心臟衰竭。[10][11]